# East Donyland
East Donyland est une paroisse civile de l'Essex, en Angleterre.